# Civiltà torreana

Distribuzione geografica delle Torri in Corsica

La civiltà torreana si sviluppò durante l'età del bronzo nella Corsica meridionale. Era strettamente collegata alla civiltà nuragica della vicina Sardegna, in particolare alla  facies logudorese e gallurese.
Elemento simbolo di questa civiltà è la Torre, costruzione megalitica tronco conica simile ad un Nuraghe, da cui prende il nome.

## Storia

### Origini e sviluppo

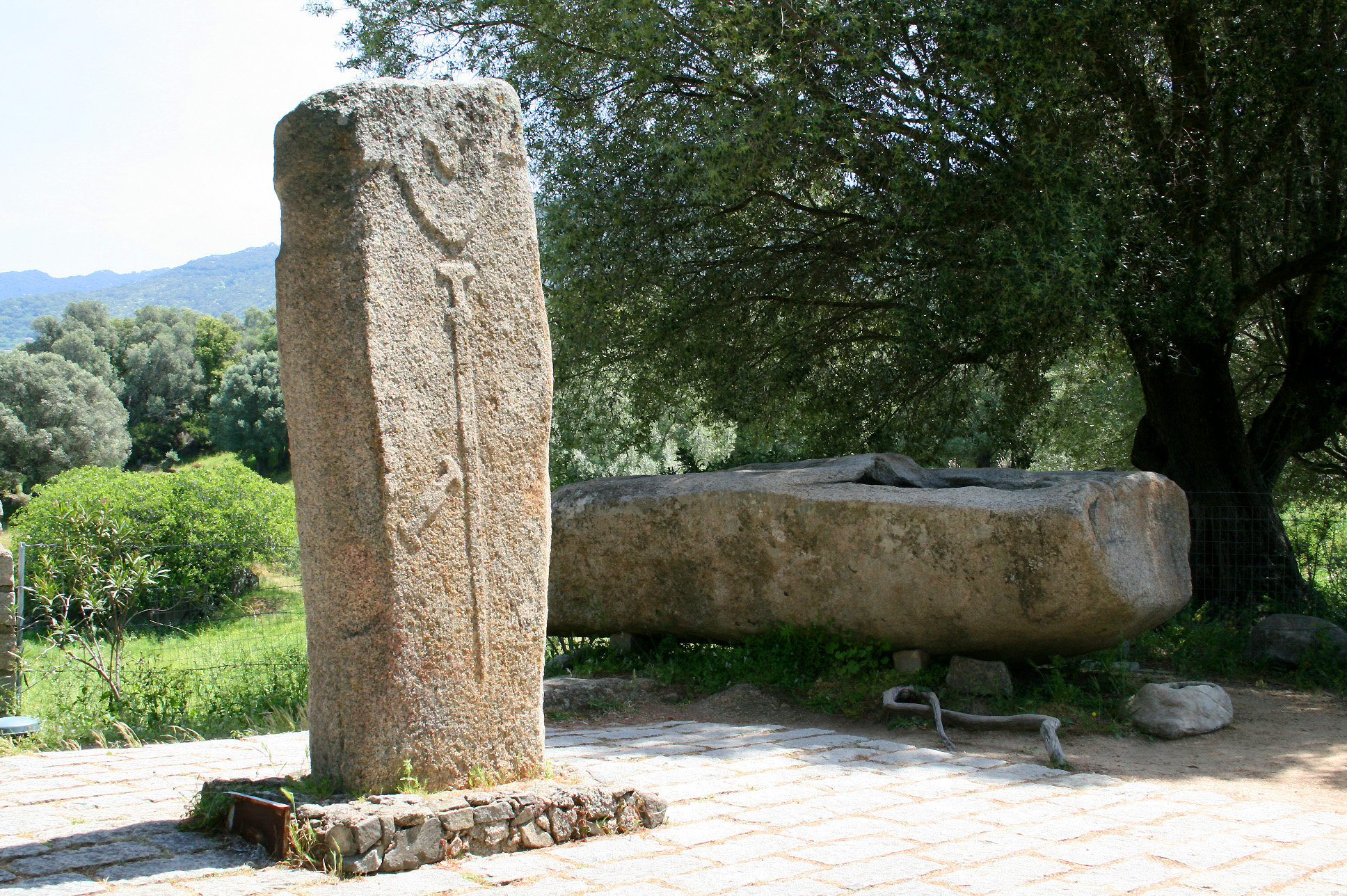
Statue stele corse del sito di Filitosa

Secondo le prime ricerche effettuate negli anni cinquanta dallo studioso francese Roger Grosjean la civiltà torreana ebbe inizio quando, sul finire del II millennio a.C., dei contingenti del popolo del mare noto come Shardana sbarcarono nell'isola corsa provenienti dal Mediterraneo orientale, sottomettendo la precedente popolazione autoctona costruttrice di megaliti. Gli Shardana, portatori della metallurgia, avrebbero successivamente edificato le costruzioni note come Torri, secondo il Grosjean templi dedicati al culto del fuoco e dei morti, e innalzato le statue stele rappresentanti i loro capi armati di spada ed elmo con corna che presenterebbero delle similitudini con gli Shardana immortalati nel tempio di Medinet Habu in Egitto.
Attualmente la civiltà torreana è considerata come una civiltà indigena, frutto di un'evoluzione locale iniziata sin dal neo-eneolitico con possibili influenze epicampaniformi sarde e nord italiche; in effetti secondo le moderne datazioni le prime Torri e i Castelli furono edificati addirittura un millennio prima di quanto supponeva Grosjean, ossia sul finire del III millennio a.C., contemporaneamente o addirittura in un periodo antecedente alla comparsa dei primi protonuraghi in Sardegna. Inoltre contrariamente a quanto pensava Grosjean la metallurgia in Corsica esisteva già da secoli prima del supposto "arrivo degli Shardana nei pressi di Porto Vecchio".; il sito di Terrina, nei pressi di Aleria, dimostra infatti che la lavorazione del rame si era diffusa sull'isola dai primi secoli del III millennio a.C..
Tuttavia il fatto che gli Shardana siano effettivamente giunti in Corsica non è escluso a priori da alcuni studiosi, i quali sono però più propensi a credere che queste genti non provenissero da Oriente ma da Occidente (dalla Sardegna?) e che loro stessi si spinsero verso il mediterraneo orientale per compiere missioni di pirateria, forse al soldo dei principi micenei.

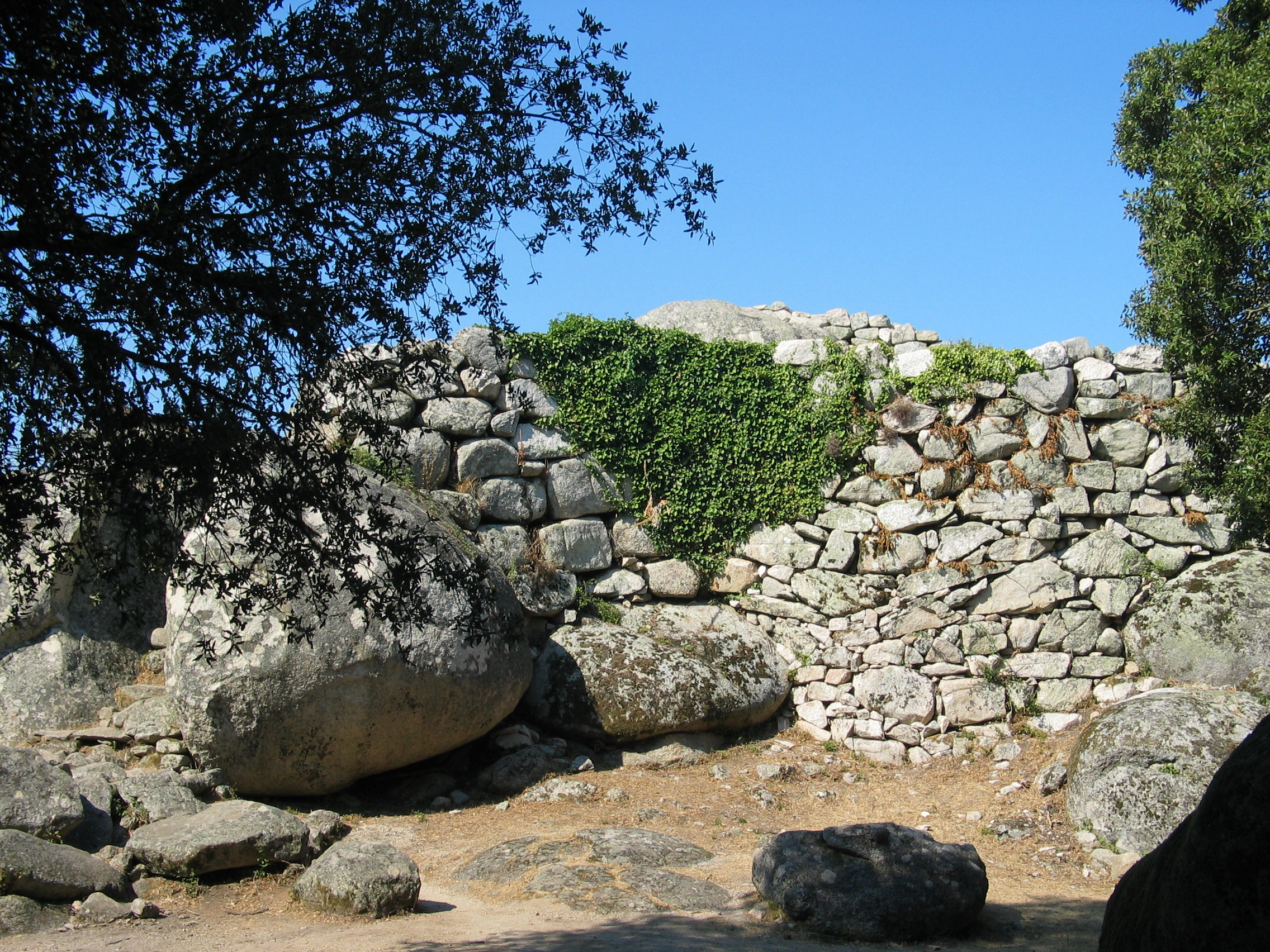
Cucuruzzu

Durante l'età del Ferro prosegue senza rotture l'occupazione delle Torri e dei Castelli ma i rapporti con la Sardegna si fanno meno intensi (sono assenti in Corsica i caratteristici bronzetti nuragici), mentre nelle regioni settentrionali si moltiplicano i contatti con la Toscana e con la Liguria.
La civiltà torreana andò scomparendo a partire dalla metà del I millennio a.C. quando la Corsica entrò nell'orbita dei Greci di Focea, degli Etruschi, dei Punici e infine dei Romani. In epoca romana, Tolomeo nell'opera Geografia cita come popoli dimoranti nella Corsica del sud (che fu territorio torreano): i Tarabeni, i Subasani, i Belatoni e i Titiani, facenti parte del popolo dei Corsi.

## Società

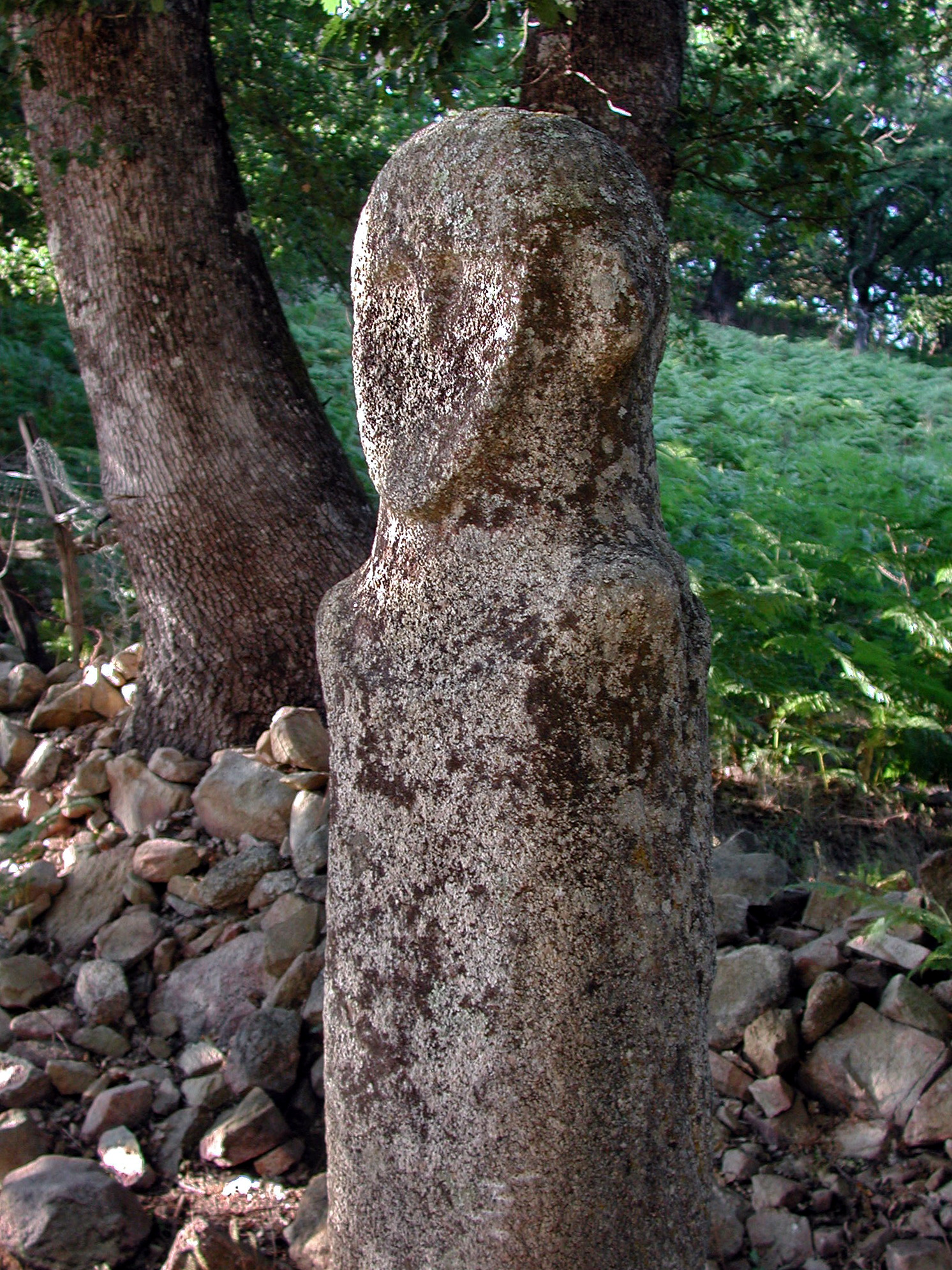
Statua menhir da Tavera

La società torreana non era organizzata in sistemi politici complessi con un forte potere centrale, i villaggi di capanne ai piedi dei Castelli indicano piuttosto che essa era strutturata in piccoli chiefdoms che dominavano sulle vallate.
Le rappresentazioni antropomorfe delle statue stele riflettono una società gerarchizzata guidata da una classe guerriera che ostenta le proprie virtù militari. Alcune interpretazioni rivelerebbero inoltre l'esistenza di classi subalterne come commercianti e artigiani.

## Religione e usanze funebri

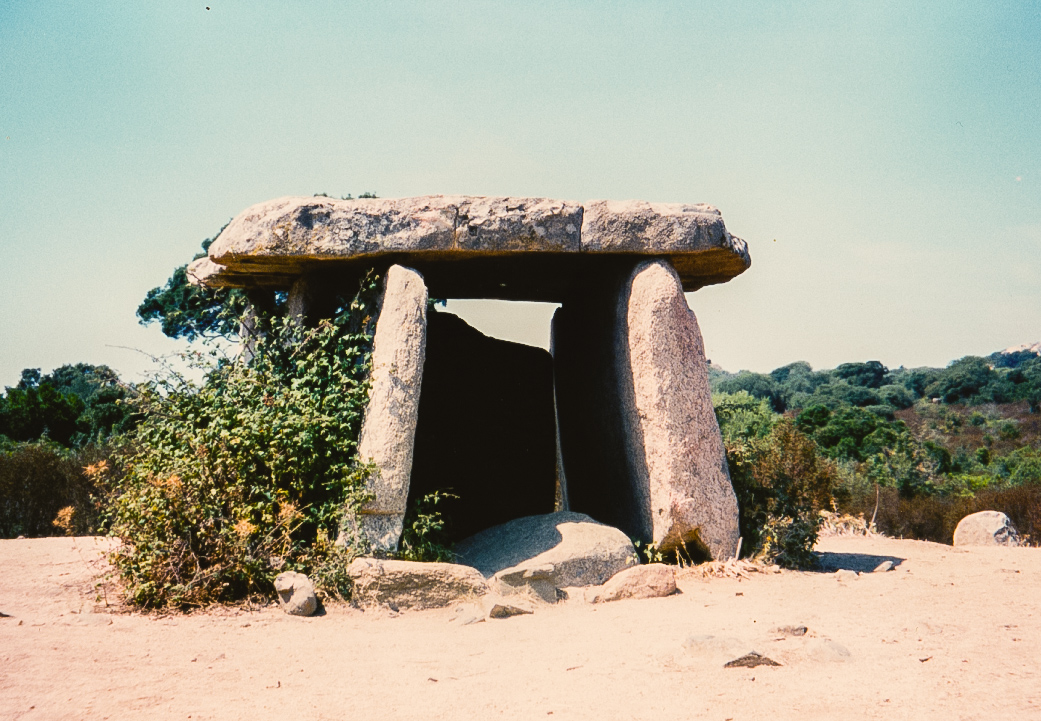
Dolmen di Funtanaccia, Sartene

Non sono note nella Corsica torreana costruzioni con funzioni specificamente religiose, rendendo difficile l'identificazione di una eventuale casta sacerdotale; la religiosità si traduceva, come in passato, nel mantenimento di luoghi quali i coffres (circoli tombali con cista litica) e i dolmen.
Come in Sardegna il rituale funerario prevedeva l'inumazione del defunto. Benché la Corsica ricevette, per molti aspetti, influssi culturali dall'Italia continentale, la cremazione non prese piede neanche nelle fasi finali dell'età del bronzo quando oramai prevaleva nella vicina Toscana (cultura protovillanoviana). Successive ricerche nel territorio di Sartena, hanno fatto ipotizzare una possibile introduzione parziale del rito incineratorio tra il 1250 e il 1150 a.C. dall'area nord italica.

### I tafoni
Per quanto riguarda l'ambito funebre, la Corsica e la Sardegna nord-orientale sono accomunate dalla presenza dei "tafoni", delle insenature naturali delle rocce che, riadattate, fungevano da sepolcri; i valori staturali medi dei Corsi sepolti nel tafone di San Vincente di Sartena sono 164,6 cm negli uomini e 149,3 cm nelle donne. 
In Corsica non compaiono, a differenza della Sardegna, compresa la Gallura, le più ricche tombe dei giganti; l'influenza sarda è invece osservabile nei corredi funebri che mostrano similitudini con oggetti di cultura Bonnanaro.

## Economia
L'economia era basata principalmente sull'agricoltura e l'allevamento, in particolare di bovini, caprini e suini. Nella Corsica dell'età del bronzo ebbe un notevole sviluppo la metallurgia e il commercio con l'Oriente come dimostra il rinvenimento presso Borgo di un lingotto di rame a pelle di bue e di alcune perline di cobalto, merci provenienti rispettivamente da Cipro e dall'Egeo; d'altro canto non si registrano, se non sporadicamente, rinvenimenti di merci di produzione micenea, piuttosto comuni invece in Sardegna.

## Lingua
Nel 1889 e nel 1894 lo studioso francese Henri d'Arbois de Jubainville espose la sua tesi secondo la quale la Corsica, la Sardegna, la Spagna orientale, il sud della Francia e l'Italia occidentale sarebbero un tempo state parte di un unico continuum linguistico pre-indoeuropeo di cui le lingue liguri e iberiche rappresenterebbero un lascito. Toponimi riscontrabili in questo vasto territorio sarebbero ad esempio quelli che hanno come suffisso: -asco -asca -usco -osco -osca (o modificazioni degli stessi).
Lucio Anneo Seneca, che visse otto anni in Corsica in esilio, riferì che la popolazione dell'isola era il risultato del mescolamento di varie etnie tra cui i Liguri e i Cantabri.

## Cultura

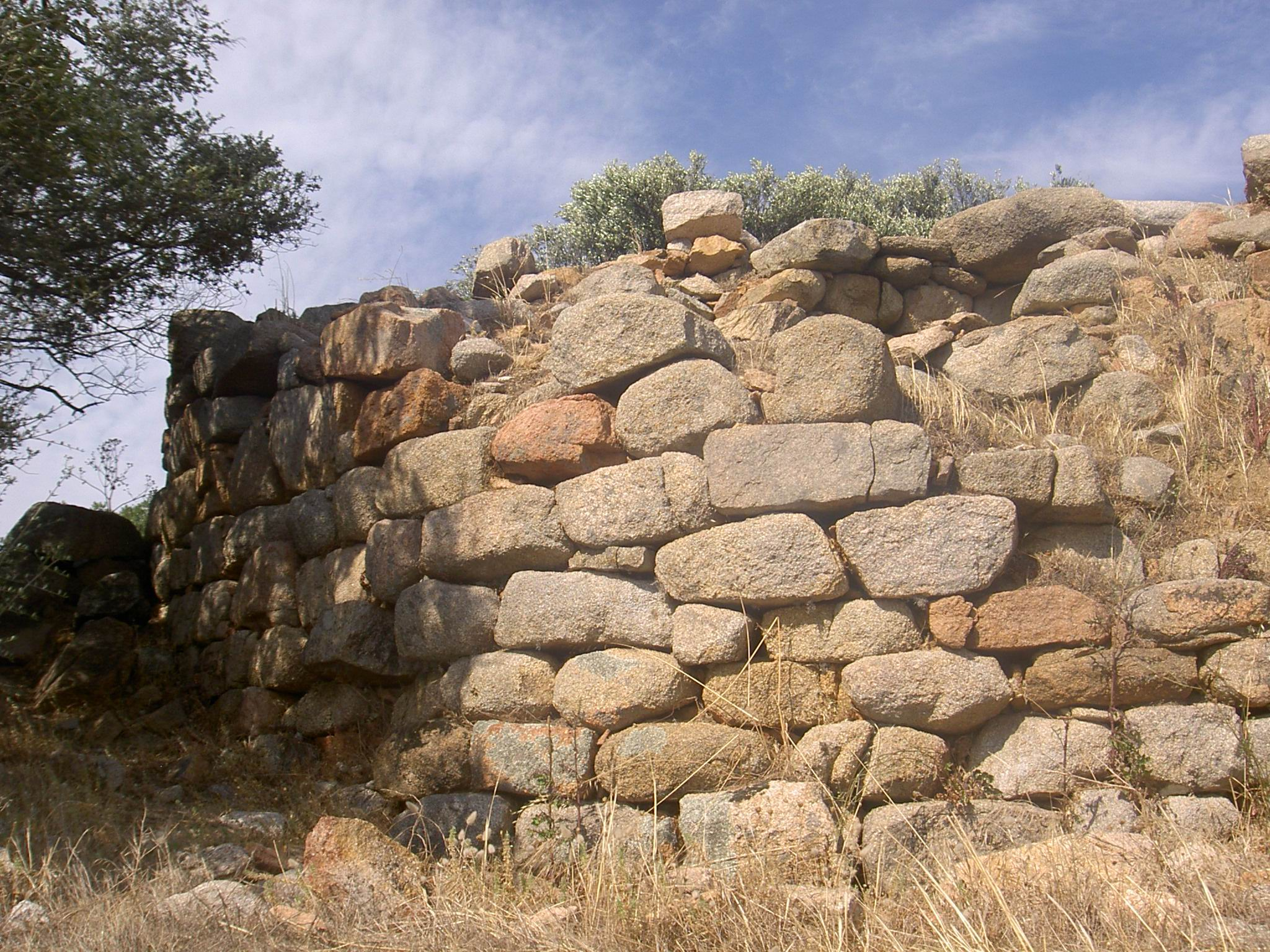
Torre di Ceccia

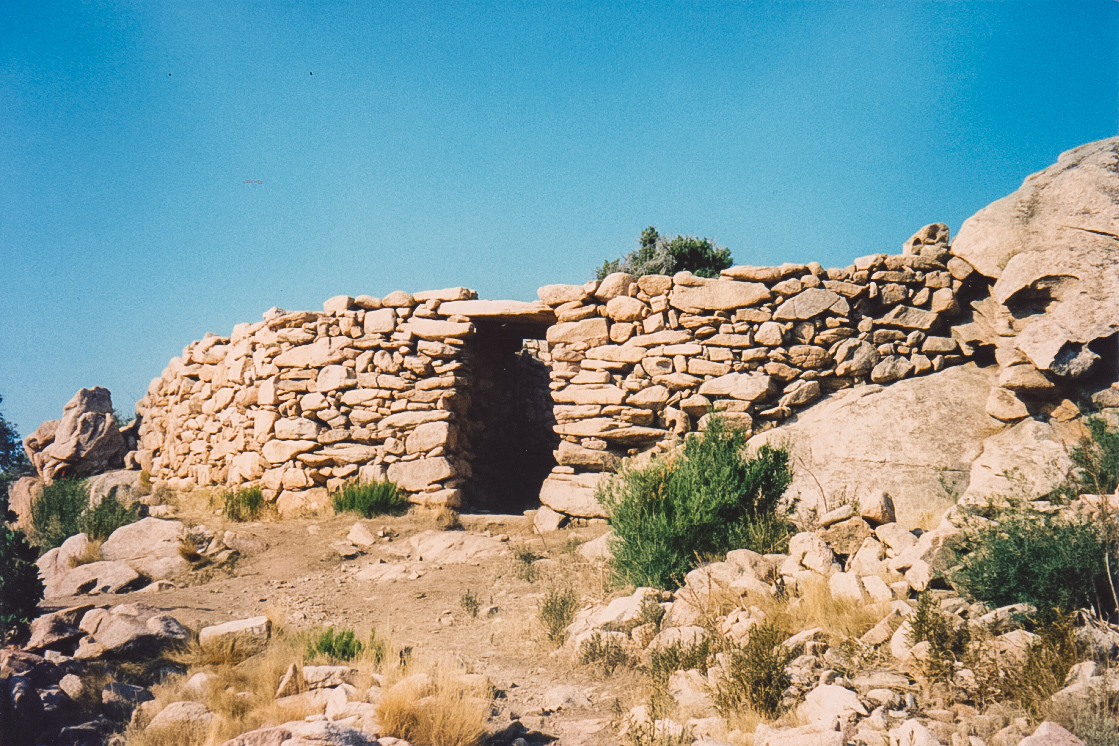
Casteddu d'Araghju nei pressi di Porto Vecchio

### Architettura
Diffusi nella parte meridionale della Corsica, le Torri e i Castelli, similmente ai Nuraghi sardi e ai Talaiot balearici, sono delle costruzioni realizzate con blocchi di pietra posti a secco aventi una funzione difensiva, di controllo del territorio e di stoccaggio. Edificate principalmente tra il 1800 e il 1450 a.C., le più antiche vennero costruite tra la fine del III e gli inizi del II millennio a.C.. La loro imponenza e le loro dimensioni sono più ridotte rispetto ai Nuraghi.
In totale si contano 42 torri in territorio corso più altre 15 (3 di queste nel centro-nord) di cui si ha solo notizia senza una localizzazione certa. Il fatto che siano quasi completamente assenti nella parte centro-settentrionale e che siano concentrate nel sud dell'isola che dà verso la Sardegna ha fatto ipotizzare che esse siano state in costruite da genti migrate dall'isola maggiore, forse per via di fenomeni di sovrappopolamento o alla ricerca di fonti d'acqua durante i periodi di siccità. A sostegno di quest'ultima tesi si cita il ritrovamento in Corsica di corredi con affinità Bonnanaro in contesti databili alla prima età del bronzo.
I Castelli, più complessi, si compongono di un bastione, di una torre e di alcune capanne, inglobate o situate nei pressi del recinto megalitico.

### Statuaria

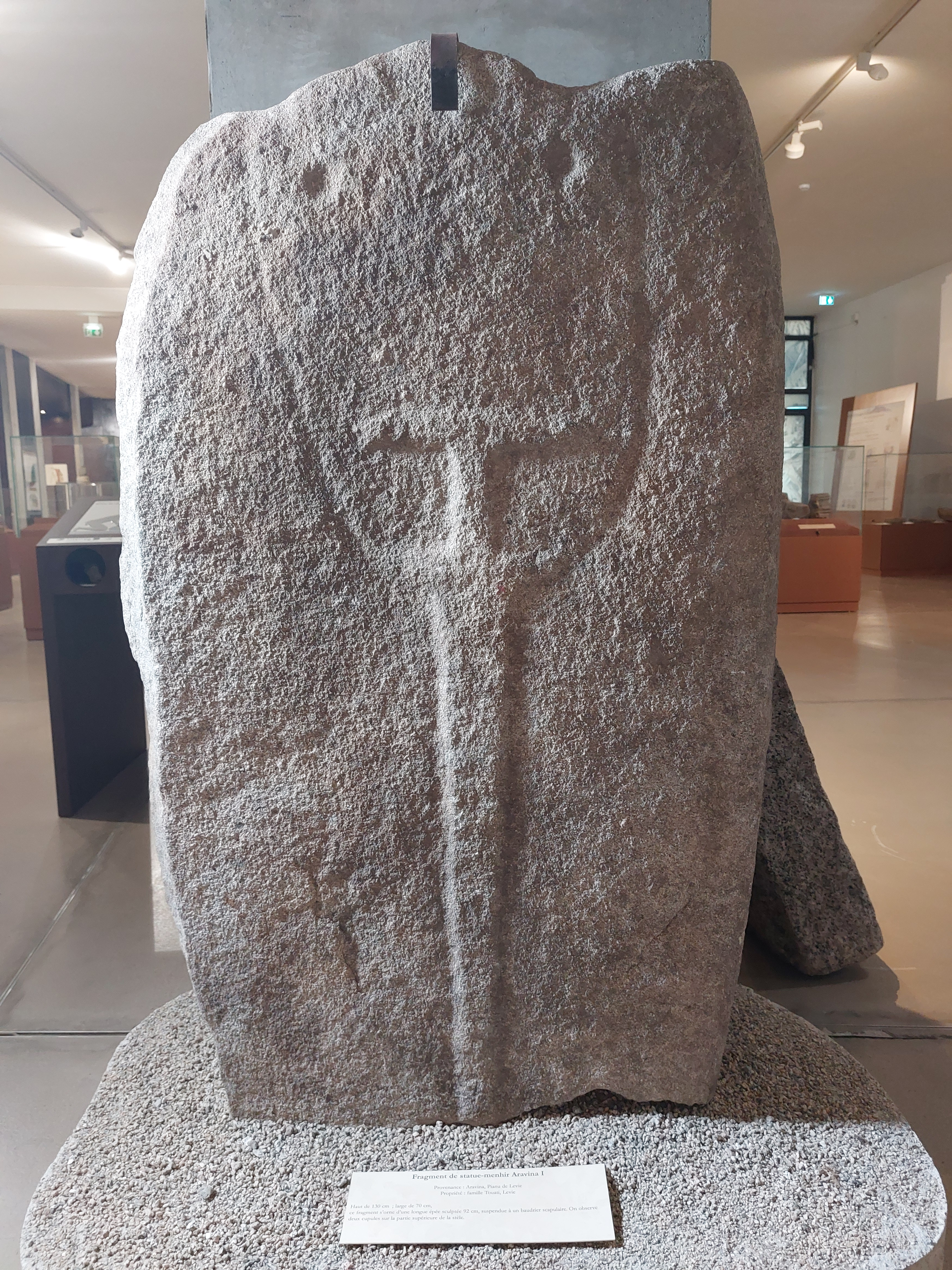
Frammento di statua stele con spada da Aravina, Levie

Tra il 1600 a.C. ed il 1250 a.C. in Corsica non si ha una statuaria propriamente antropomorfa ma vengono rispettivamente raffigurati in rilievo attributi sessuali e armi.
Successivamente, a partire dal 1250 a.C., le stele armate del bronzo medio si evolvono progressivamente nelle statue stele con la rappresentazione del volto e della testa ed un maggiore dettaglio della panoplia dei guerrieri.

### Ceramiche
Nella prima fase torreana (2000-1650 a.C.) le ceramiche, pur conservando in parte lo stile e il repertorio terriniano, mostrano delle influenze epicampaniformi provenienti dalla Sardegna occidentale (cultura di Bonnanaro) e dall'Italia settentrionale (cultura di Polada). Nella seconda fase (1650-1200 a.C.) si nota invece una grande somiglianza con i materiali fittili appenninici dell'Italia centrale, specialmente nei siti costieri. L'ultima fase che va dal 1200 a.C. all'800 a.C., ormai in piena età del ferro, mostra invece una rottura con il periodo precedente: i contatti con il centro Italia si affievoliscono e si intensificano nuovamente i rapporti e le influenze stilistiche provenienti dalla Sardegna settentrionale e dall'Italia del nord.

## Galleria d'immagini

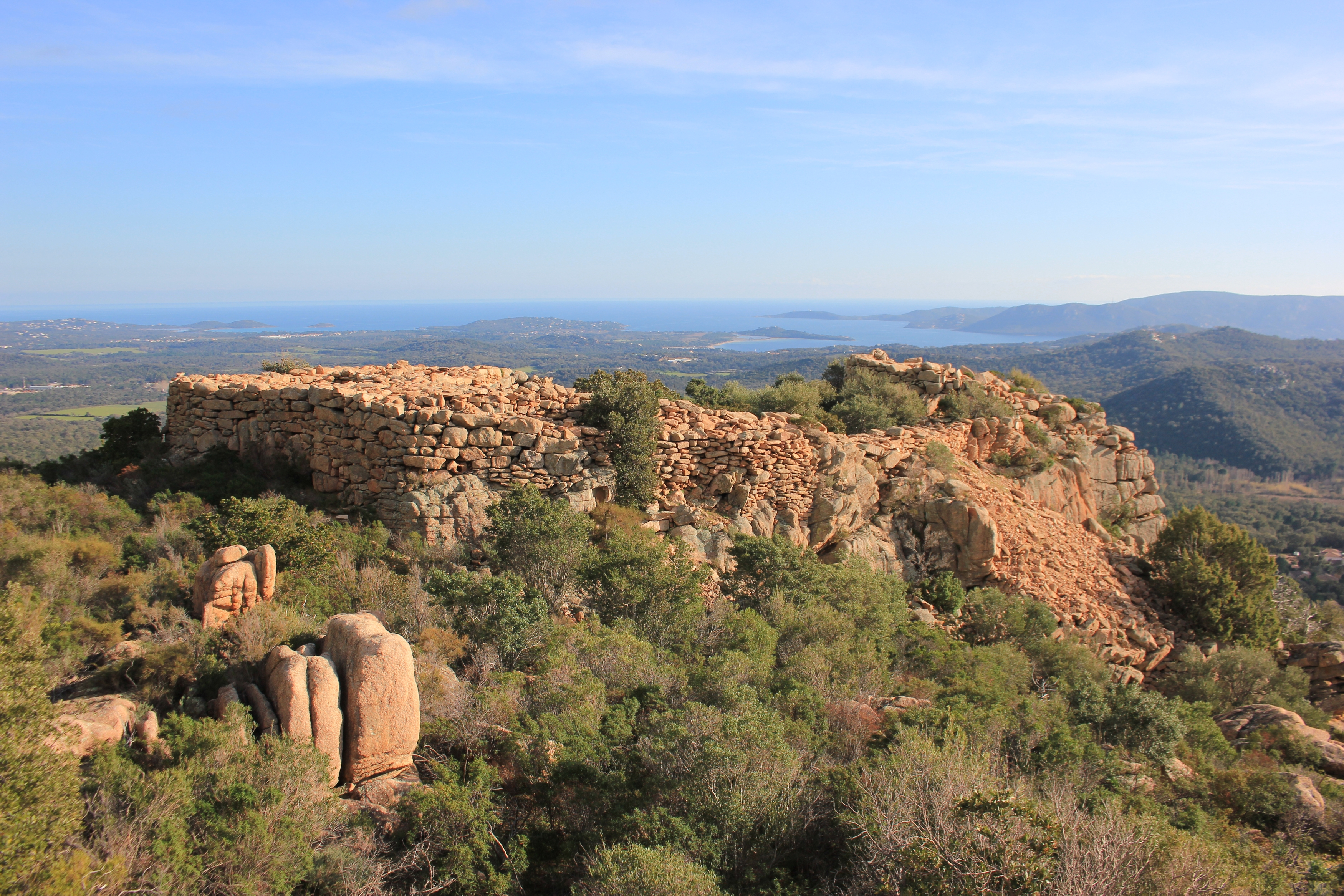
Casteddu d'Araghju
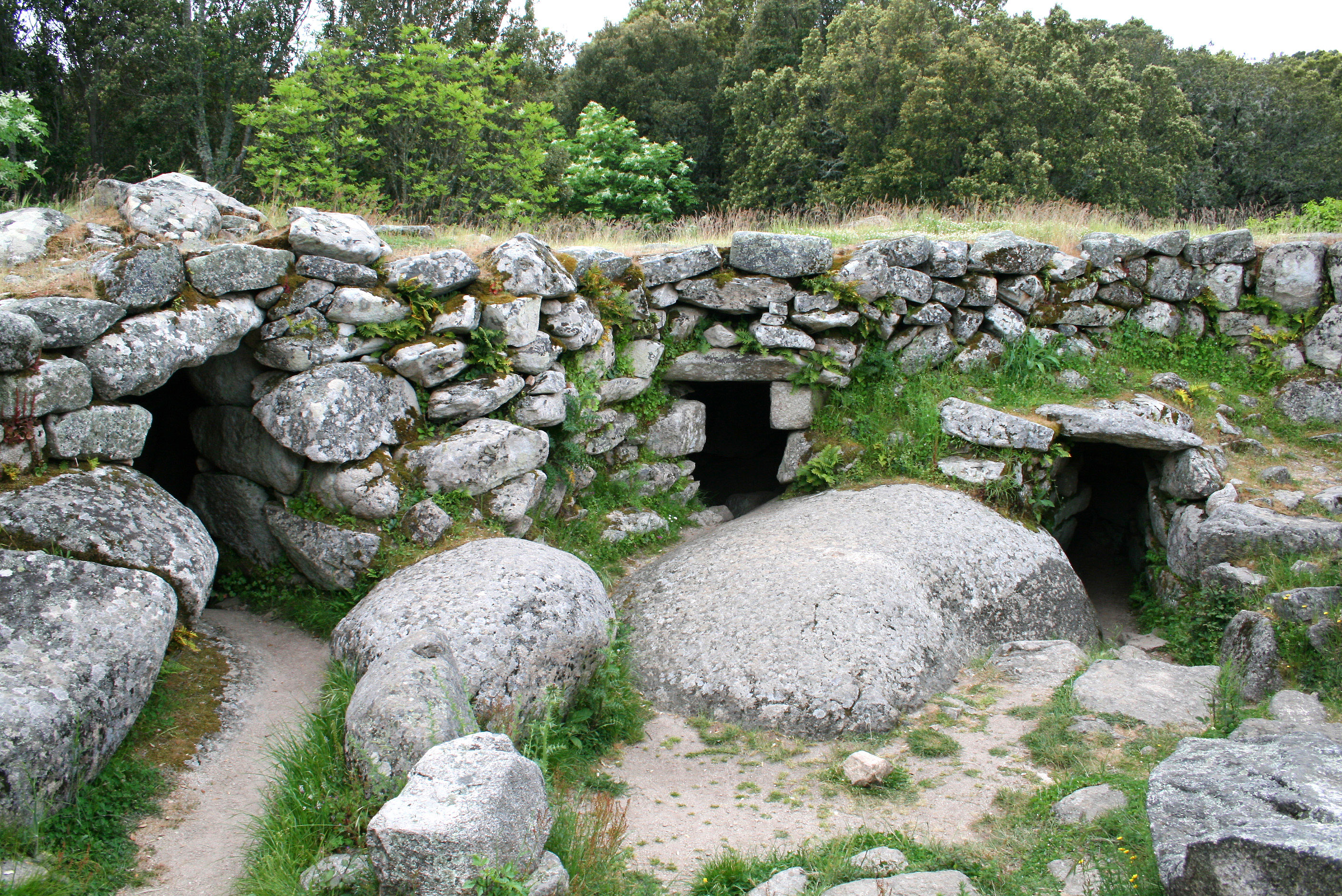
Castello di Cucuruzzu
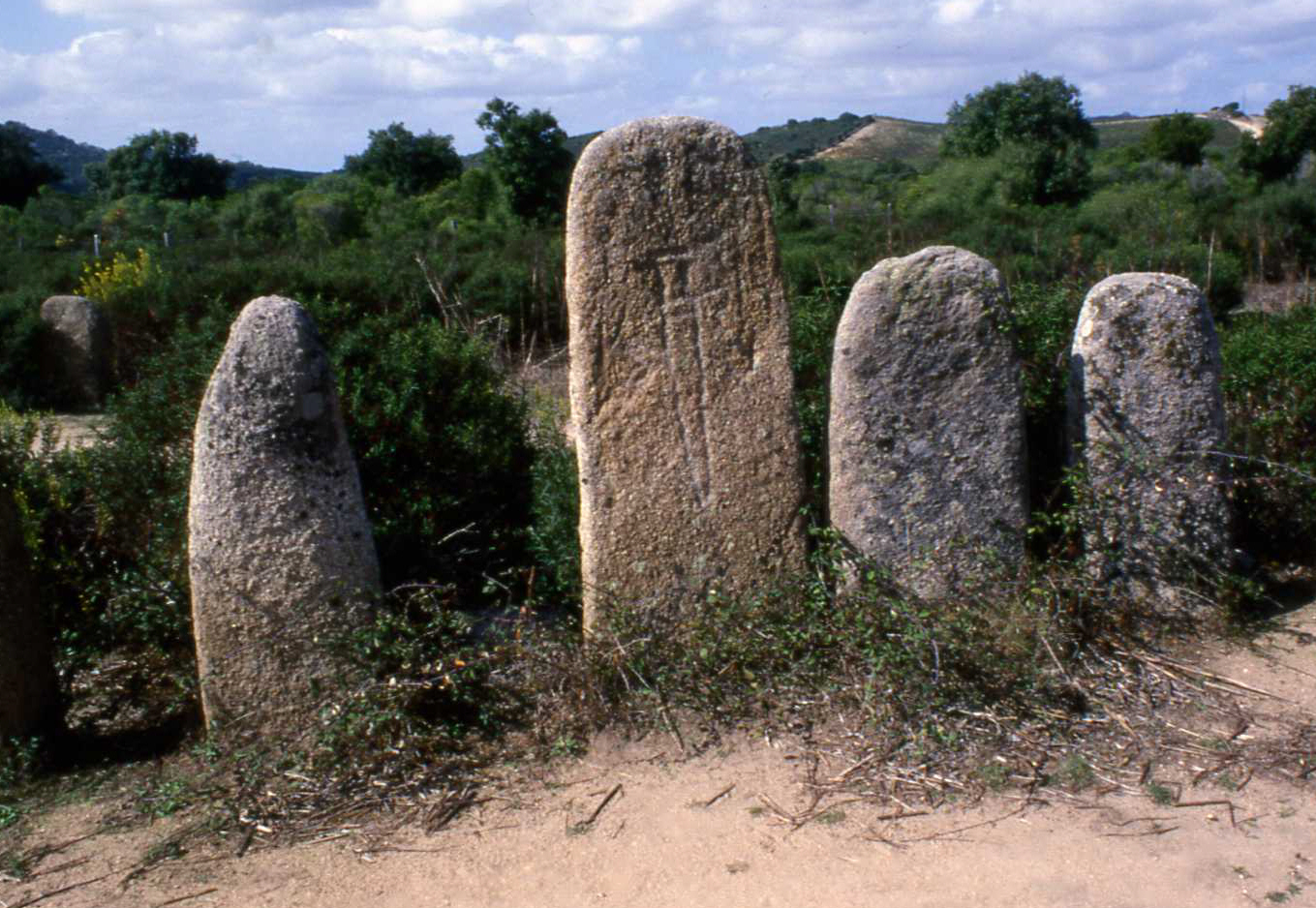
Statue stele da Palaggiu
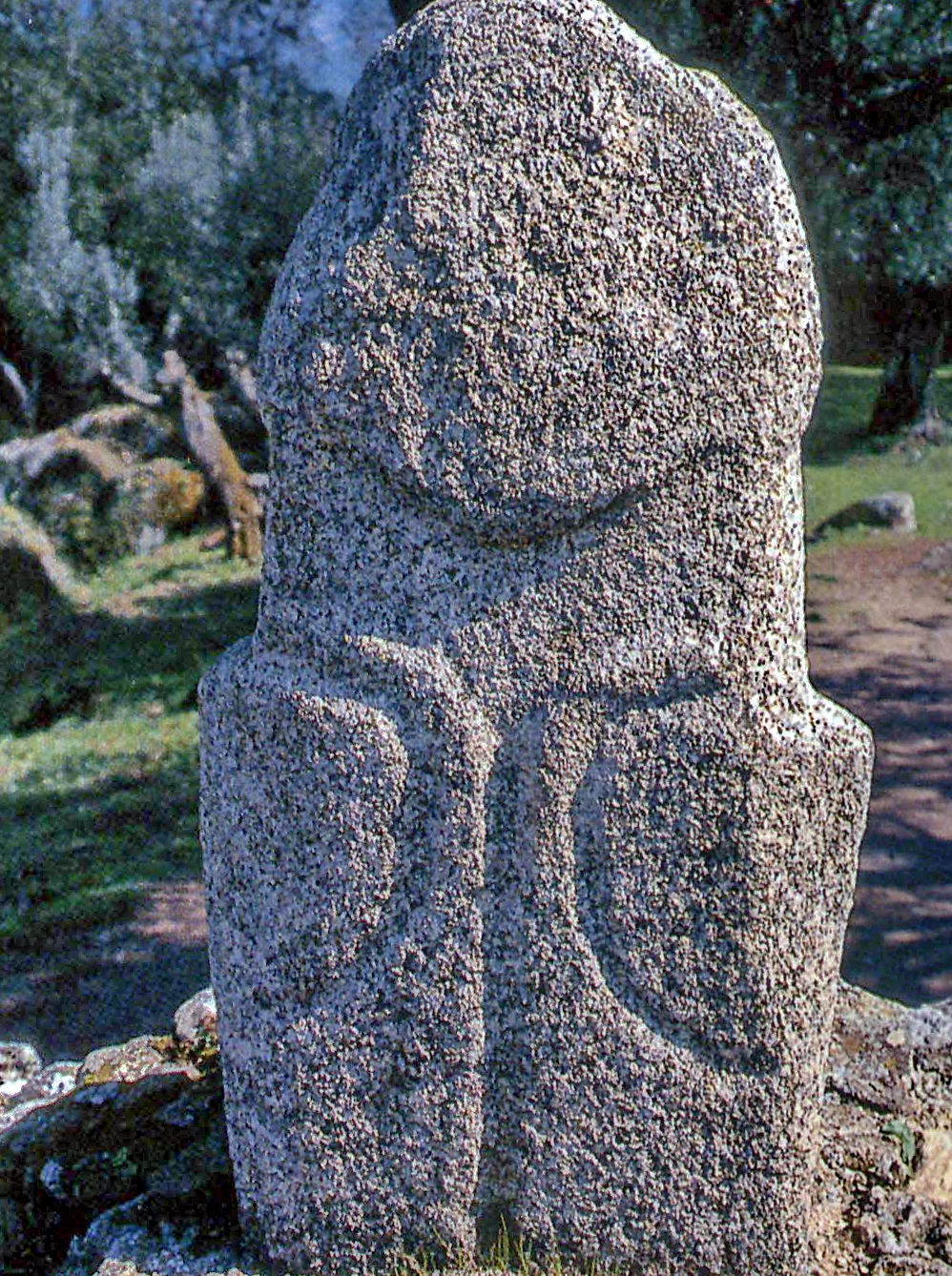
Statua stele da Filitosa
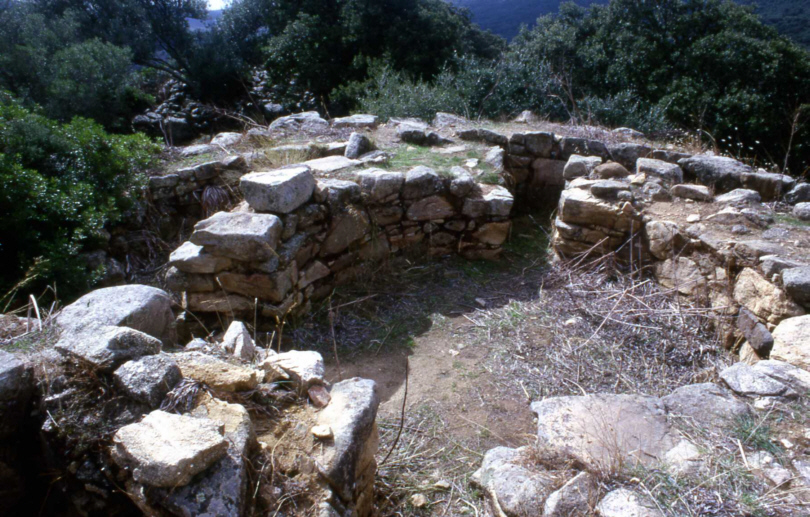
Torre di Alo-Bisucce
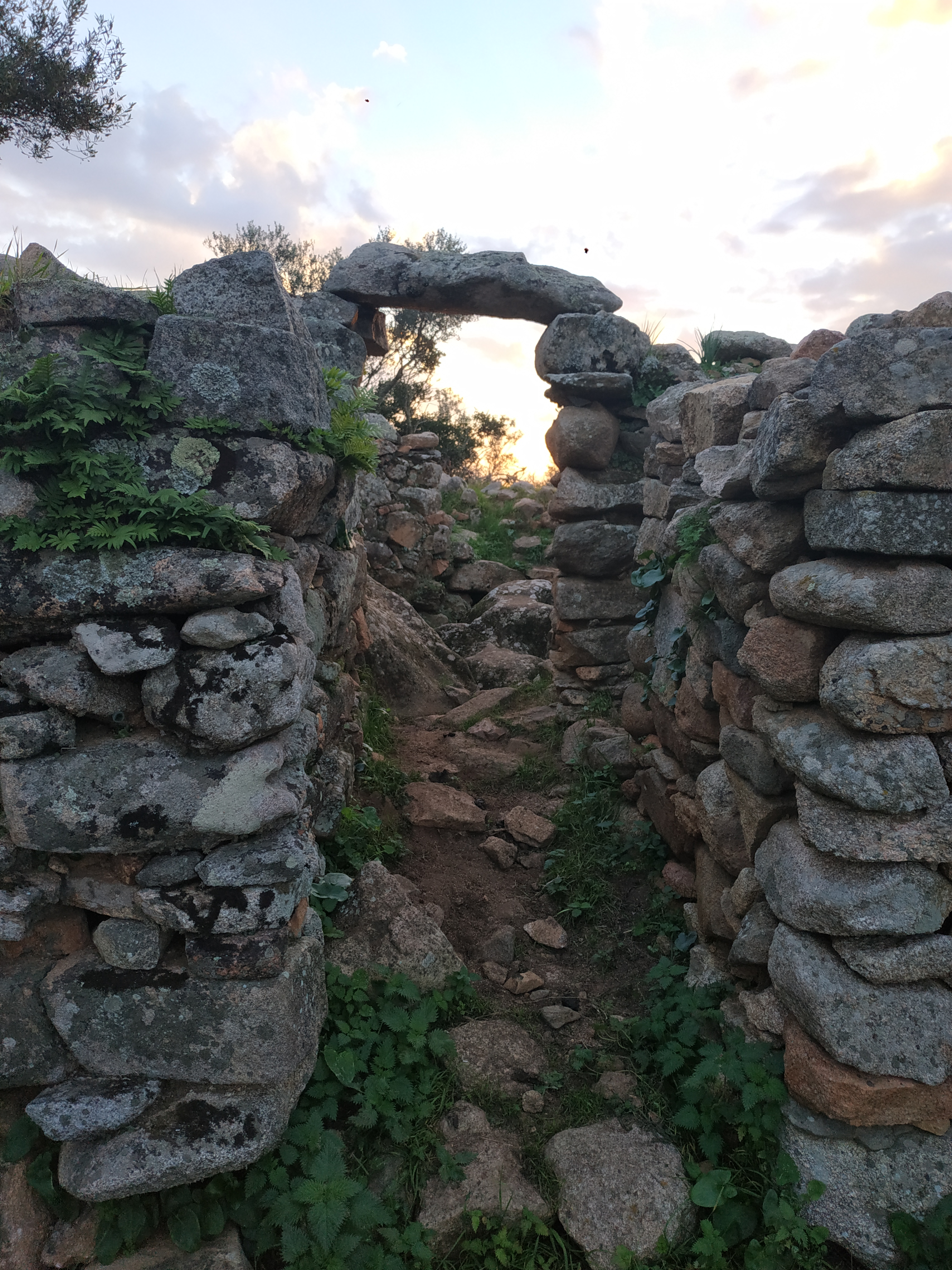
Sito torreano di Tappa
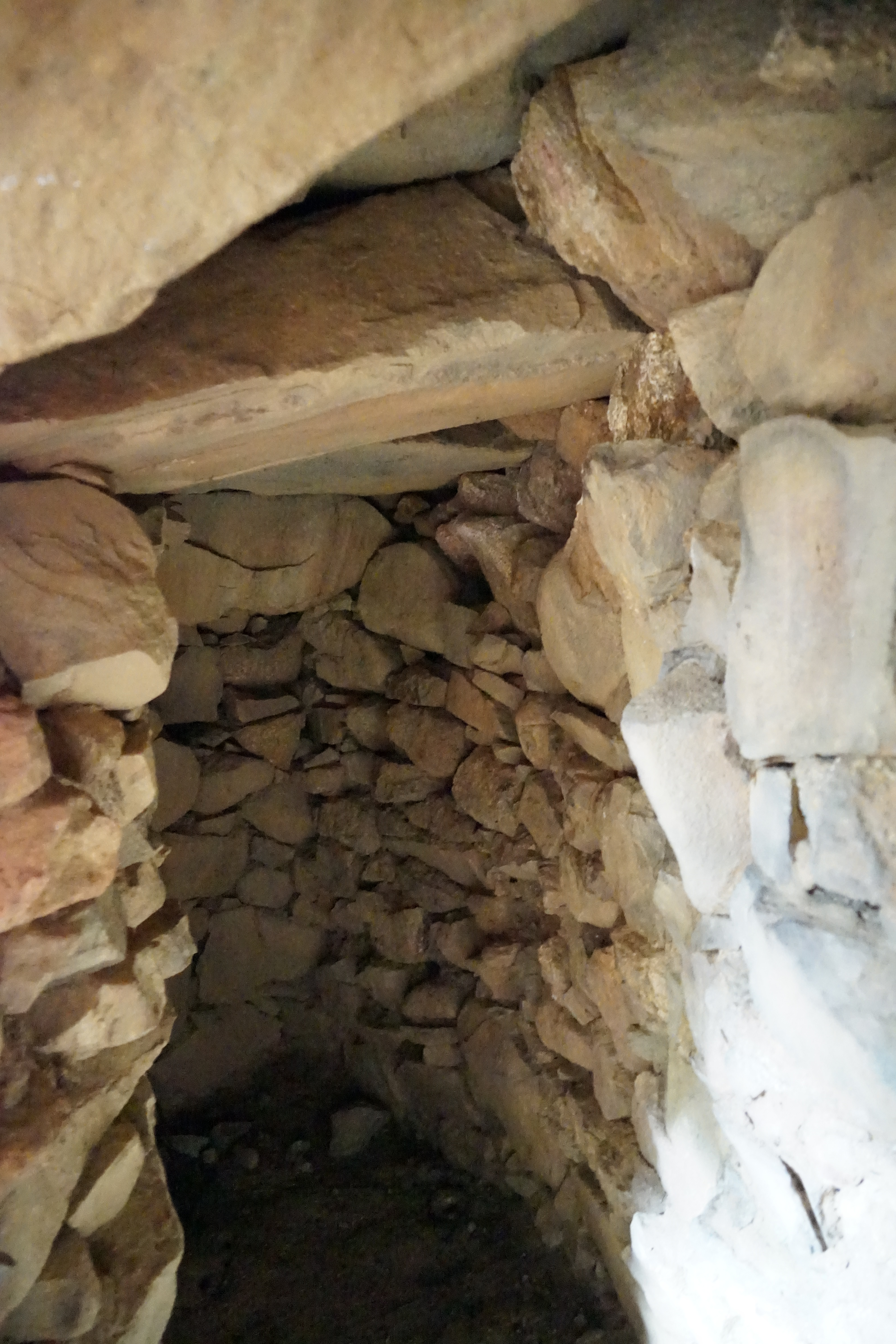
Sito torreano di Foce